# Thanh Lưu
Thanh Lưu (tiếng Trung: 清流县, Hán Việt: Thanh Lưu huyện) Là một huyện của thành phố Tam Minh (三明市), tỉnh Phúc Kiến, Cộng hòa Nhân dân Trung Hoa. Huyện này có diện tích 1809 km2, dân số 150.000 người, mã số bưu chính 365300. Huyện lỵ Thanh Lưu đóng tại trấn Long Luật. Huyện Thanh Lưu được chia thành 6 trấn,10 hương.